# Rue du Parc (Charenton-le-Pont)
Pour les articles homonymes, voir Rue du Parc.
La rue du Parc   est une voie de Charenton-le-Pont, en France.

## Situation et accès
La rue du Parc débute  place Henri-IV, croise la rue Labouret et se termine  avenue du Maréchal-de-Lattre-de-Tassigny.
Cette rue à sens unique comporte un double sens cyclable.
Elle est accessible par la station de métro Charenton-Écoles de la ligne 8.

## Origine du nom

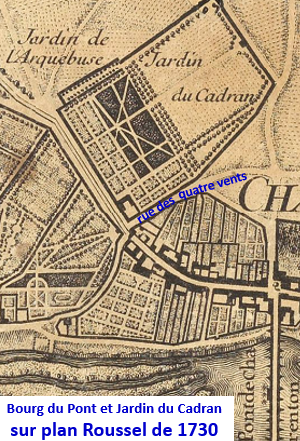
Bourg du pont sur plan Roussel de 1730

Elle est ainsi nommée parce qu’elle a été créée dans un ancien parc.

## Historique
La rue du Parc a été ouverte dans le lotissement de 1828 à 1832 d’un parc entourant la Mairie.
Ce parc de 12 hectares, qui s’étendait dans un périmètre compris entre la rue de Paris de la Mairie à l’église, l’emplacement de la rue de la République, approximativement celui de l’avenue du Maréchal-de-Lattre-de-Tassigny et la rue Gabriel-Péri (ancienne rue des Quatre-Vents), était le Jardin du Cadran visible sur le plan de Roussel de 1730.